# Gabriela González
Gabriela Ines González (Córdoba, 24 febbraio 1965) è una fisica e astronoma argentina che lavora presso l'Università statale della Louisiana.
È stata portavoce della LIGO Scientific Collaboration da marzo 2011 a marzo 2017.

## Biografia
Figlia di una docente di matematica e di un dottore in economia, si è laureata in fisica all'Università nazionale di Córdoba nel 1988. Nel 1995 ha conseguito il dottorato in fisica all'Università di Syracuse, dopodiché ha seguito un corso postdottorato al MIT lavorando come ricercatrice e ha proseguito la sua carriera all'Università statale della Pennsylvania, ateneo in cui nel 2008 è stata la prima donna a ricoprire un incarico di docente presso il Dipartimento di Fisica e Astronomia.
Ha pubblicato diversi articoli sul moto browniano come limite alla sensibilità dei rivelatori di onde gravitazionali ed è interessata all'analisi dei dati inerenti all'astronomia delle onde gravitazionali.
Nel febbraio 2016 è stata una dei cinque ricercatori della LIGO ad assistere alla prima osservazione diretta di un'onda gravitazionale nel settembre 2015.

### Vita privata
González è sposata con Jorge Pullin, docente di fisica teorica presso l'Università statale della Louisiana.

## Premi e riconoscimenti
González è membro dell'Institute of Physics (dal 2004), dell'American Physical Society (dal 2007) e dell'American Astronomical Society (dal 2020).
- Bouchet Award dell'American Physical Society nel 2007
- Premio Bruno Rossi nel 2017
- National Academy of Sciences Award for Scientific Discovery nel 2017
- Petrie Prize Lecture nel 2019.[15][16]

González è stato eletta per far parte della National Academy of Sciences e dell'American Academy of Arts and Sciences nel 2017.